# South Nahanni River
De South Nahanni River is een rivier in Canada met een lengte van 540 km die uitmondt in de Liard.
Het debiet bedraagt 404 m³/s. Het stroomgebied heeft een oppervlakte van 31.100 km². Zijrivieren zijn de Little Nahanni River en de Flat River.  Vrijwel het gehele bekken van de rivier ligt in beschermd natuurgebied. Het meest stroomopwaarts deel in het Nationaal park Nááts'ihch'oh, het stroomafwaarts deel tot de monding in Nationaal park Nahanni.
- Gemeinsame Normdatei: 4394070-5
- Library of Congress Control Number: sh85125587
- Nationale Bibliotheek van Tsjechië: ge118035
- Nationale Bibliotheek van Israël: 987007560970105171
- Virtual International Authority File: 246940766